# 쳰다오호

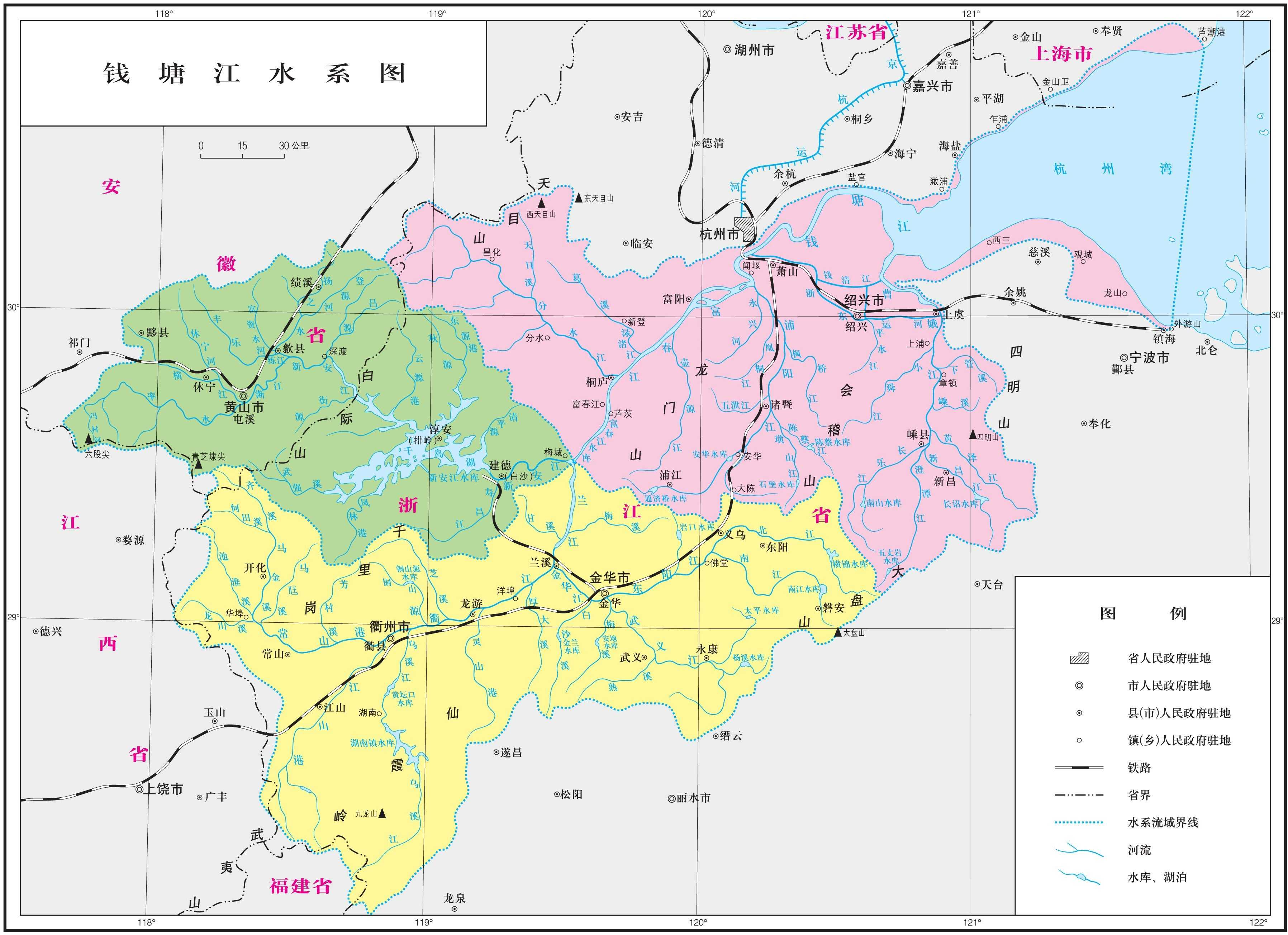
첸탕강 유역과 관련하여 중간 근처에 보이는 첸다오 호수

첸다오호(중국어 간체자: 千岛湖, 정체자: 千島湖, 병음: Qiāndǎo Hú, 직역: 천도호)는 저장성 항저우시 춘안현에 위치한 인공 담수호로, 1959년 신안강 수력 발전소 건설 후 형성되었다.

## 지리
항저우의 첸다오 호수 풍경구는 양쯔강 삼각주 내륙에 위치해 있다. 1,078개의 큰 섬들이 호수에 점재하고 있으며 수천 개의 작은 섬들이 흩어져 있다. 토지 면적의 90% 이상이 숲으로 덮여 있다. 호수 내 섬으로는 새 섬, 뱀 섬, 원숭이 섬, 자물쇠 섬(세상에서 가장 큰 자물쇠가 있다고 알려져 있음), 그리고 어린 시절을 떠올리게 하는 섬 등이 있다. 이 호수는 573 km2 (221 mi2)의 면적과 17.8 km3 (4.3 cu mi)의 저수 용량을 가지고 있다. 호수 내 섬들은 약 86 km2 (33 mi2)의 면적을 차지한다.
첸다오 호수가 중영양에서 중영양으로 변화하는 추세에서 오염 물질은 중금속, 질소, 인, 유기물이며, 양식장 우리와 유람선도 오염원으로 작용한다. (수심 10m까지) 수온 변화가 커서 평균 28.2°C~24.4°C이며, 수온은 대부분 비교적 높은 온도로 유지되어 따뜻한 수층이라고 불리며 홍수의 영향을 크게 받는다. 약 30m 상하로 수온이 급격히 변하는 층이 있는데, 이 층을 수온약층이라고도 부른다.
싱가포르와 거의 비슷한 크기에 맑은 물로 유명한 첸다오 호수는 주요 어업 및 수산양식 산업의 본거지이다. 빅헤드 잉어, 은잉어, 초어, 그리고 참치, 만다린 어, 장어와 같은 귀한 어종을 포함하여 13개 과에 걸쳐 83종의 어종이 서식하며 연간 3,000톤 이상의 생산량을 자랑한다. 또한 잉어, 황어, 틸라피아를 주로 양식하는 인공 번식 산업도 발전하여 연간 거의 90만 톤에 달하는 생산량을 기록하고 있다.
잔잔한 물 덕분에 이 호수에는 러시아와 중앙아시아 원산종인 철갑상어 3만 마리가 방류되어 칼루가 퀸 브랜드의 캐비아 생산을 위해 양식된다. 물의 잔잔함은 철갑상어가 물살에 맞서 헤엄칠 필요가 없게 하여 더 살찌게 하고, 결과적으로 알이 더 맛있고 풍부하게 만든다.

## 역사

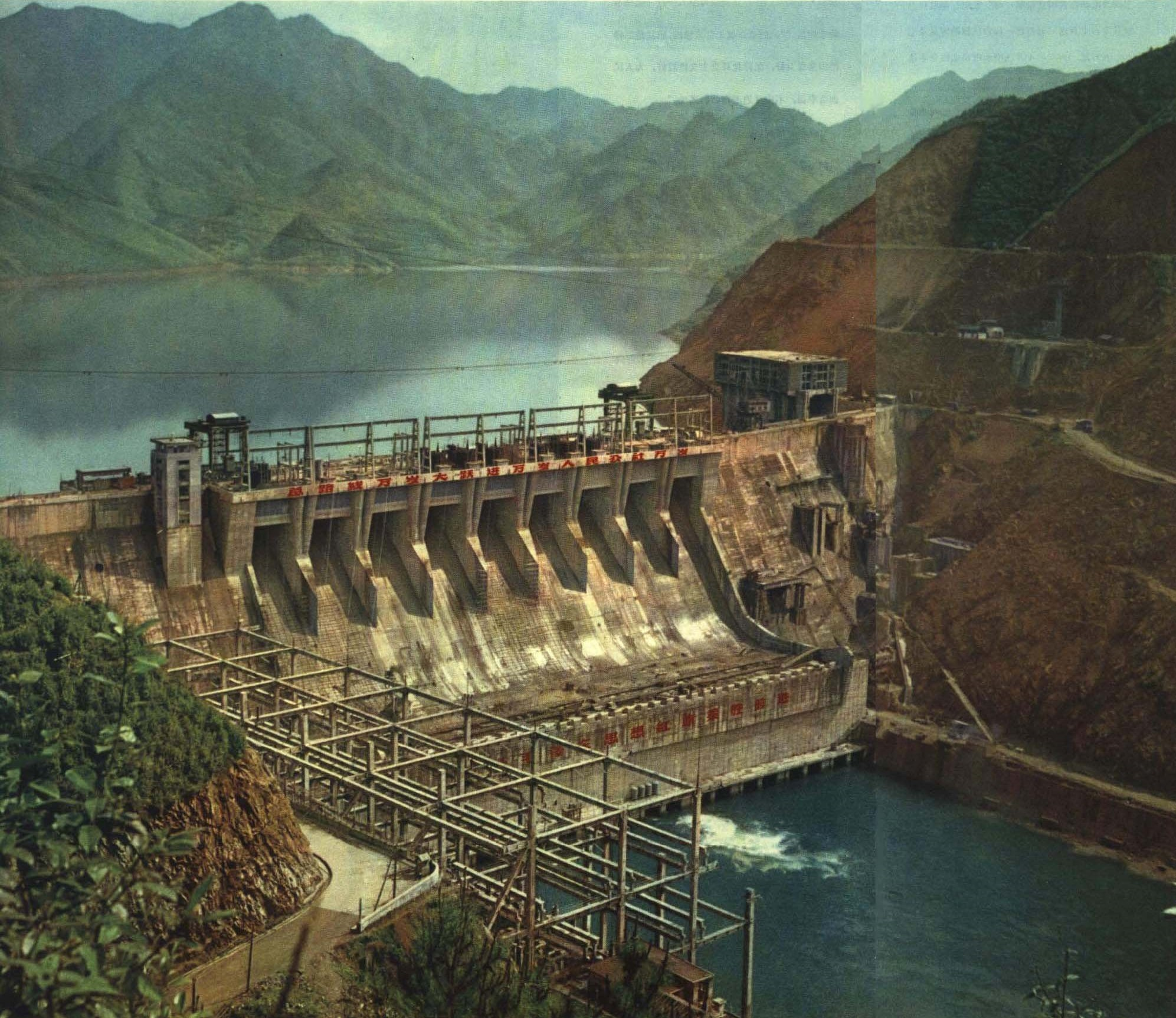
1963년, 완공 직후의 신안강 수력 발전 댐.

### 신안강 댐
신안강 댐 프로젝트를 위해 1959년에 계곡에 물이 채워져 호수가 만들어졌다. 호수를 만든 댐은 북위 29° 29′ 01″ 동경 119° 12′ 48″ / 북위 29.48361°  동경 119.21333° 에 위치하며 높이 105 m (344 ft), 정상 길이 466.5 m (1,531 ft)이다. 신안강 댐은 중국에서 높이가 100 m (328 ft) 이상인 최초의 댐이었으며, 발전소는 845MW의 설비 용량을 갖추고 있다.

### 수몰된 스청시

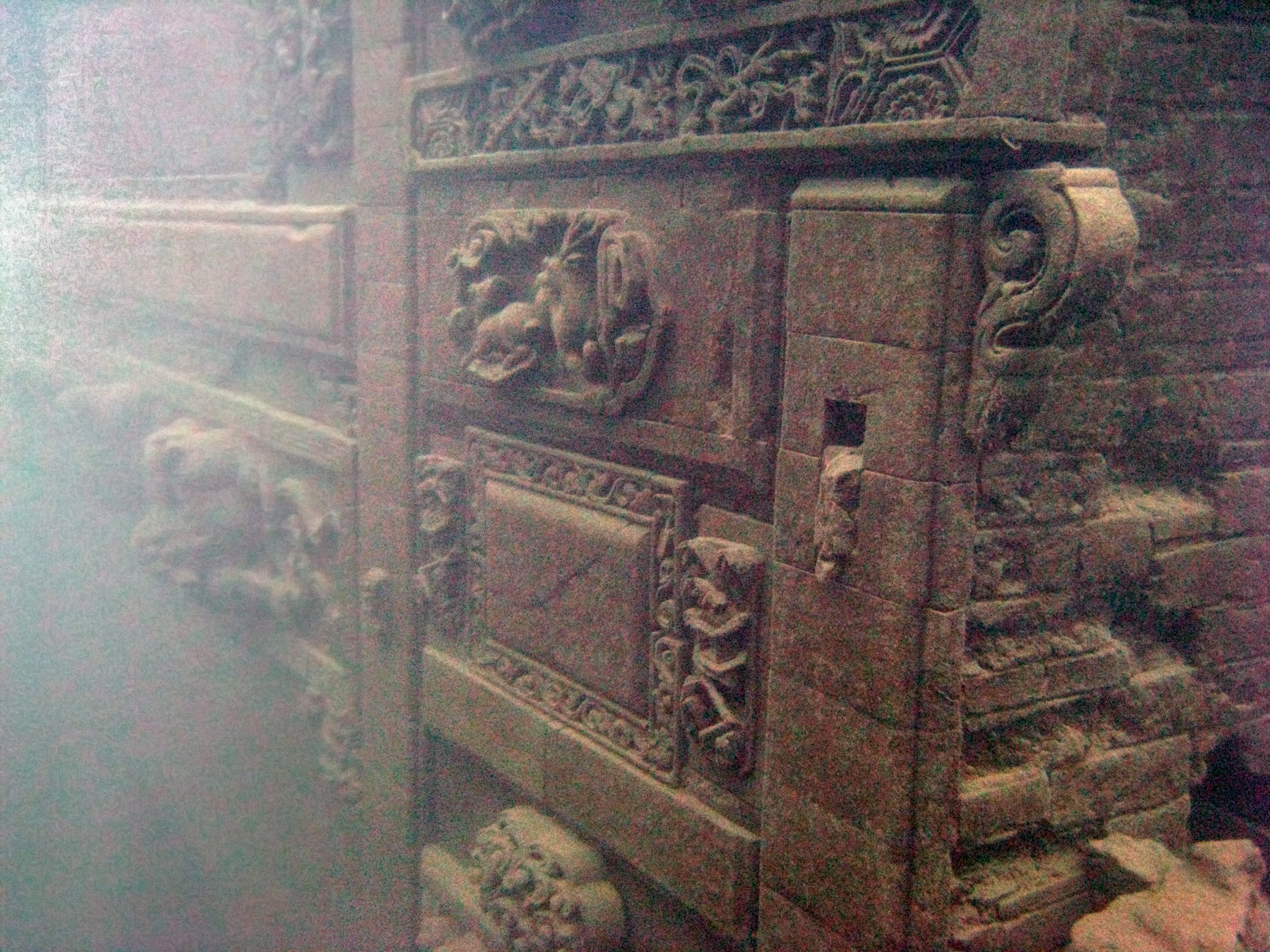
수몰된 스청시의 유적.

우쓰산(五狮山, "오사자산") 기슭의 호수 아래에는 스청(狮城, "사자성")이라는 고대 도시가 잠겨 있는데, 이는 첸다오 호수 건설로 인해 춘안현에 합병된 폐지된 수이안현 (遂安县)의 현청 소재지였다. 이 도시는 후한 시대 (서기 25-200년)에 건설되었으며 서기 208년에 처음으로 현이 설치되었다. 이 도시는 인근의 우쓰(오사자) 산에서 이름을 따왔는데, 이 산은 저수지에 부분적으로 잠기면서 지금은 우쓰섬으로 알려져 있다. 현재 스청은 26–40 m (85–131 ft) 깊이에 잘 보존되어 있으며 훼손되지 않았다.
스청 외에도 많은 다른 유적지가 물 밑에 있는 것이 확인되었다.

### 첸다오 호수 사건
1994년, 첸다오 호수 사건으로 명명된 사건에서 세 명의 납치범이 관광객으로 가득 찬 보트에 탑승하여 불을 질러 탑승객 32명 전원이 사망했다. 사망자들은 주로 대만에서 온 관광객들이었다.

### 아르키메데스 다리
1998년 중국-이탈리아 컨소시엄은 수중 부유 터널 (일명 아르키메데스 다리) 시제품 건설을 계획하기 시작했으며, 2005년에 첸다오 호수 건너편에 건설하기로 결정했다. 세계 최초의 이런 종류의 다리는 더 큰 다리를 위한 개념 증명으로 100 m (330 ft)에 걸쳐 건설될 것으로 예상된다.

## 경제
기업들은 첸다오 호수의 깨끗한 수질과 환경을 수산양식과 물 브랜드화에 활용한다. 첸다오 호수는 농푸산천 브랜드의 광천수를 생산하는 데 사용된다. 칼루가 퀸은 호수의 우리에서 철갑상어를 사육하여 세계 캐비어의 대부분을 생산한다.
이 호수는 저장성을 인기 있는 관광지로 만들었다. 그 결과 1990년대 후반부터 이 지역의 주택 개발이 증가했다.

## 교통
항저우시, 첸다오 호수, 안후이성의 황산을 잇는 고속도로가 있다. 항저우 서부 버스 터미널에서 첸다오 호수를 연결하는 버스가 30분마다 출발한다.
2018년 12월 25일, 항저우-황산 성간 철도의 첸다오호 철도역에서 고속철도 서비스가 시작되었다.

## 갤러리
- 첸다오 호수 풍경구 입구
- 휘저우 양식 건축물
- 첸다오 호수의 비단잉어
- 첸다오 호수의 연못
- 첸다오 호수의 태극 문양
- 롱산 섬의 해서에게 헌정된 사당
- 해서 사당의 채색 목재 부조
- 해서가 쓴 수 (寿, 장수) 글자. 이 글자는 바로 보거나 거꾸로 보아도 "수"로 읽을 수 있다.

## 같이 보기
- 럭키 부처 맥주
- 첸다오 호수 사건
- 항저우 첸다오후, 본사와 양조장이 호수 옆에 위치한, 호수의 이름을 딴 회사.